# Nuoto ai Giochi della XXV Olimpiade - 200 metri stile libero femminili
Hanno partecipato alle batterie di qualificazione 37 atlete: le prime 8 si sono qualificate per la finale A, le successive 8 invece si sono qualificate per la finale B.

## Finale A
27 luglio 1992
| Posizione | Atleta                | Paese             | Tempo   |
| --------- | --------------------- | ----------------- | ------- |
|           | Nicole Haislett       | Stati Uniti       | 1:57.90 |
|           | Franziska van Almsick | Germania          | 1:58.00 |
|           | Kerstin Kielgass      | Germania          | 1:59.67 |
| 4         | Catherine Plewinski   | Francia           | 1:59.88 |
| 5         | Luminita Dobrescu     | Romania           | 2:00.46 |
| 6         | Suzu Chiba            | Giappone          | 2:00.64 |
| 7         | Olga Kirichenko       | Squadra Unificata | 2:00.90 |
| 8         | Lü Bin                | Cina              | 2:02.10 |

## Finale B
| Posizione | Atleta            | Paese             | Tempo   |
| --------- | ----------------- | ----------------- | ------- |
| 9         | Elena Dendeberova | Squadra Unificata | 2:00.09 |
| 10        | Karen Pickering   | Regno Unito       | 2:00.33 |
| 11        | Susie O'Neill     | Australia         | 2:00.89 |
| 12        | Malin Nilsson     | Svezia            | 2:02.02 |
| 13        | Mette Jacobsen    | Danimarca         | 2:02.14 |
| 14        | Gitta Jensen      | Danimarca         | 2:02.32 |
| 15        | Carla Negrea      | Romania           | 2:02.96 |
| 16        | Nicole Stevenson  | Australia         | 2:04.21 |

## Batterie di qualificazione
- Q = Qualificate per la finale A
- q = qualificate per la finale B

| Posizione | Atleta                | Paese             | Tempo     |
| --------- | --------------------- | ----------------- | --------- |
| 1         | Franziska van Almisck | Germania          | 1:57.90 Q |
| 2         | Nicole Haislett       | Stati Uniti       | 1:59.33 Q |
| 3         | Luminita Dobrescu     | Romania           | 2:00.51 Q |
| 4         | Kerstin Kielgass      | Germania          | 2:00.55 Q |
| 5         | Lü Bin                | Cina              | 2:00.56 Q |
| 6         | Catherine Plewinski   | Francia           | 2:00.67 Q |
| 7         | Olga Kirichenko       | Squadra Unificata | 2:00.67 Q |
| 8         | Suzu Chiba            | Giappone          | 2:00.96 Q |
| 9         | Susie O'Neill         | Australia         | 2:01.05 q |
| 10        | Karen Pickering       | Regno Unito       | 2:01.09 q |
| 11        | Elena Dendeberova     | Squadra Unificata | 2:01.28 q |
| 12        | Jenny Thompson        | Stati Uniti       | 2:01.79   |
| 13        | Mette Jacobsen        | Danimarca         | 2:01.84 q |
| 14        | Gitta Jensen          | Danimarca         | 2:02.27 q |
| 15        | Nicole Stevenson      | Australia         | 2:02.50 q |
| 16        | Carla Negrea          | Romania           | 2:03.16 q |
| 17        | Yoko Koikawa          | Giappone          | 2:03.32   |
| 18        | Malin Nilsson         | Svezia            | 2:03.44 q |
| 19        | Nicole Dryden         | Canada            | 2:03.59   |
| 20        | Isabelle Arnould      | Belgio            | 2:04.06   |
| 21        | Zhuang Yong           | Cina              | 2:04.12   |
| 22        | Allison Higson        | Canada            | 2:04.25   |
| 23        | Irene Dalby           | Norvegia          | 2:04.28   |
| 24        | Natalia Pulido        | Spagna            | 2:04.39   |
| 25        | Sandra Cam            | Belgio            | 2:04.72   |
| 26        | Diana van der Plaats  | Paesi Bassi       | 2:05.42   |
| 27        | Rita Garay            | Porto Rico        | 2:07.08   |
| 28        | Wei Ling Yeo          | Singapore         | 2:07.09   |
| 29        | Gillian Thomson       | Filippine         | 2:07.95   |
| 30        | Robyn Lamsam          | Hong Kong         | 2:08.60   |
| 31        | Rania Ellwani         | Egitto            | 2:08.93   |
| 32        | Maria Marenco         | El Salvador       | 2:09.36   |
| 33        | Claudia Fortin        | Honduras          | 2:12.24   |
| 34        | Sharon Pickering      | Figi              | 2:12.43   |
| 35        | Corinne Leclair       | Mauritius         | 2:12.55   |
| 36        | Yu Fen Ooi            | Singapore         | 2:13.20   |
| 37        | Paola Peñarrieta      | Colombia          | 2:15.74   |